# Duck (álbum)
Duck é o sétimo álbum de estúdio da banda britânica de rock Kaiser Chiefs, lançado em 26 de julho de 2019 pela gravadora Polydor.

## Lista de canções
Todas as faixas escritas e compostas por Kaiser Chiefs. 
| N.º | Título                                      | Duração |  |
| 1.  | "People Know How to Love One Another"       | 3:35    |  |
| 2.  | "Golden Oldies"                             | 4:03    |  |
| 3.  | "Wait"                                      | 3:50    |  |
| 4.  | "Target Market"                             | 4:24    |  |
| 5.  | "Don't Just Stand There, Do Something"      | 2:52    |  |
| 6.  | "Record Collection"                         | 4:17    |  |
| 7.  | "The Only Ones"                             | 3:50    |  |
| 8.  | "Lucky Shirt"                               | 3:47    |  |
| 9.  | "Electric Heart"                            | 3:09    |  |
| 10. | "Northern Holiday"                          | 3:36    |  |
| 11. | "Kurt vs. Frasier (The Battle for Seattle)" | 3:24    |  |

## Recepção da crítica
| Críticas profissionais                                                      | Críticas profissionais |
| Pontuações agregadas                                                        | Pontuações agregadas   |
| Fonte                                                                       | Avaliação              |
| --------------------------------------------------------------------------- | ---------------------- |
| Metacritic                                                                  | 61/100                 |
| Avaliações da crítica                                                       |                        |
| Fonte                                                                       | Avaliação              |
| Guardian                                                                    | [ 2 ]                  |
| NME                                                                         | [ 3 ]                  |
| Independent                                                                 | [ 4 ]                  |
| irishtimes.com                                                              | [ 5 ]                  |
| Standard                                                                    | [ 6 ]                  |
| The Telegraph                                                               | [ 7 ]                  |
| Theartsdesk.com [en]                                                        | [ 8 ]                  |
| Sputnikmusic                                                                | [ 9 ]                  |
| Esta tabela precisa de ser acompanhada por texto em prosa. Consulte o guia. |                        |